# Coppa d'Asia 2007
La Coppa d'Asia 2007, quattordicesima edizione della Coppa d'Asia, si disputò in Indonesia, Malaysia, Thailandia e Vietnam dal 7 luglio al 29 luglio 2007. Fu vinta dall'Iraq, che così ottenne la sua prima affermazione nella competizione.

## Stadi
| Giacarta                     | Palembang                    | Kuala Lumpur                    | Shah Alam                       |
| ---------------------------- | ---------------------------- | ------------------------------- | ------------------------------- |
| Stadio Gelora Bung Karno     | Stadio Gelora Sriwijaya      | Stadio nazionale di Bukit Jalil | Stadio Shah Alam                |
| Capienza: 88,083             | Capienza: 30,000             | Capienza: 87,411                | Capienza: 80,372                |
|                              |                              |                                 |                                 |
| Indonesia Giacarta Palembang | Indonesia Giacarta Palembang | Malaysia Kuala Lumpur Shah Alam | Malaysia Kuala Lumpur Shah Alam |
| Bangkok                      | Thailandia Bangkok           | Vietnam Hanoi Ho Chi Minh City  | Hanoi                           |
| Stadio Rajamangala           | Thailandia Bangkok           | Vietnam Hanoi Ho Chi Minh City  | Mỹ Đình National Stadium        |
| Capienza: 49,722             | Thailandia Bangkok           | Vietnam Hanoi Ho Chi Minh City  | Capienza: 40,192                |
|                              | Thailandia Bangkok           | Vietnam Hanoi Ho Chi Minh City  |                                 |
| Bangkok                      | Thailandia Bangkok           | Vietnam Hanoi Ho Chi Minh City  | Ho Chi Minh City                |
| Supachalasai Stadium         | Thailandia Bangkok           | Vietnam Hanoi Ho Chi Minh City  | Army Stadium                    |
| Capienza: 19,793             | Thailandia Bangkok           | Vietnam Hanoi Ho Chi Minh City  | Capienza: 25,000                |
|                              | Thailandia Bangkok           | Vietnam Hanoi Ho Chi Minh City  |                                 |

## Squadre qualificate
| Squadra             | Partecipante in quanto                   | Data di qualificazione | Partecipazioni precedenti al torneo                             |
| ------------------- | ---------------------------------------- | ---------------------- | --------------------------------------------------------------- |
| Indonesia           | Paesi ospitanti                          | 7 agosto 2004          | 3 (1996, 2000, 2004)                                            |
| Malaysia            | Paesi ospitanti                          | 7 agosto 2004          | 2 (1976, 1980)                                                  |
| Thailandia          | Paesi ospitanti                          | 7 agosto 2004          | 5 (1972, 1992, 1996, 2000, 2004)                                |
| Vietnam             | Paesi ospitanti                          | 7 agosto 2004          | 2 (1956, 1960)                                                  |
| Australia           | Vincitore del Gruppo D di qualificazione | 16 agosto 2006         | Esordiente                                                      |
| Qatar               | Vincitore del Gruppo F di qualificazione | 6 settembre 2006       | 6 (1980, 1984, 1988, 1992, 2000, 2004)                          |
| Giappone            | Vincitore del Gruppo A di qualificazione | 6 settembre 2006       | 5 (1988, 1992, 1996, 2000, 2004)                                |
| Arabia Saudita      | Secondo nel Gruppo A di qualificazione   | 6 settembre 2006       | 6 (1984, 1988, 1992, 1996, 2000, 2004)                          |
| Iran                | Vincitore del Gruppo B di qualificazione | 11 ottobre 2006        | 10 (1968, 1972, 1976, 1980, 1984, 1988, 1992, 1996, 2000, 2004) |
| Corea del Sud       | Secondo nel Gruppo B di qualificazione   | 11 ottobre 2006        | 10 (1956, 1960, 1964, 1972, 1980, 1984, 1988, 1996, 2000, 2004) |
| Emirati Arabi Uniti | Vincitore del Gruppo C di qualificazione | 11 ottobre 2006        | 6 (1980, 1984, 1988, 1992, 1996, 2004)                          |
| Oman                | Secondo nel Gruppo C di qualificazione   | 11 ottobre 2006        | 1 (2004)                                                        |
| Iraq                | Vincitore del Gruppo E di qualificazione | 11 ottobre 2006        | 5 (1972, 1976, 1996, 2000, 2004)                                |
| Cina                | Secondo nel Gruppo E di qualificazione   | 11 ottobre 2006        | 8 (1976, 1980, 1984, 1988, 1992, 1996, 2000, 2004)              |
| Bahrein             | Secondo nel Gruppo D di qualificazione   | 15 novembre 2006       | 2 (1988, 2004)                                                  |
| Uzbekistan          | Secondo nel Gruppo F di qualificazione   | 15 novembre 2006       | 3 (1996, 2000, 2004)                                            |

## Riassunto del torneo

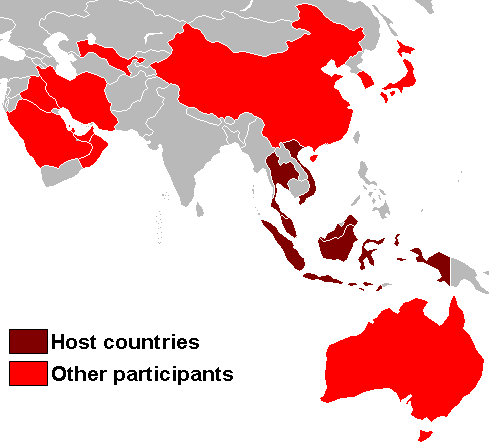
I paesi partecipanti

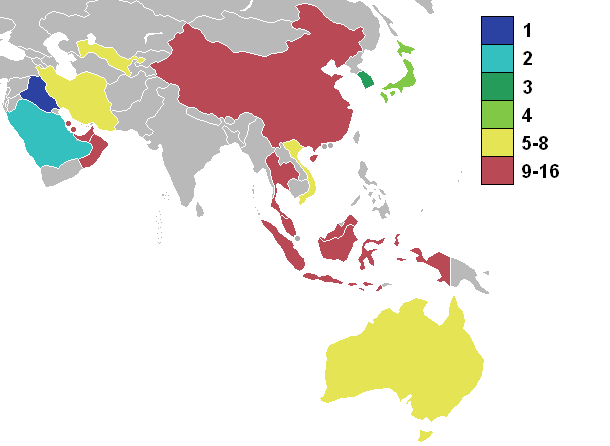
Piazzamenti delle nazionali

### Gruppo A
Il primo gruppo, in Thailandia, si svolge al Stadio Rajamangala della capitale thailandese di Bangkok, e la partita inaugurale del torneo si svolge il 7 luglio e vede la Thailandia affrontare l'Iraq: i siamesi arrivano in vantaggio con un rigore fulmineo di Sutee Suksomkit a soli sei minuti dal fischio d'inizio, ma il pareggio arriva meno di mezz'ora dopo con Younis Mahmoud. Il medesimo 1-1 arriva nella partita del giorno dopo tra Australia e Oman: i secondi si portano in vantaggio al 32° con Badar Al-Maimani, ma la star australiana Tim Cahill segna il gol del pareggio ai minuti di recupero della ripresa.
Il 12 luglio, la Thailandia si risolleva con un 2-0 contro l'Oman, realizzato con la doppietta di Pipat Thonkanya in soli tre minuti; per i siamesi si tratta della seconda vittoria nella fase finale della Coppa d'Asia, dopo quella nel 1972 contro la Cambogia. Il giorno successivo, l'Iraq sorprende tutti e batte l'Australia per 3-1: al gol di Akram al 23° segue il pareggio dell'australiano Viduka, ma i mesopotamici incalzano e segnano prima con Mohammed e poi con Jassim, migliorando le loro speranze di superare il turno.
Il 16 luglio arrivano le partite decisive del girone. I padroni di casa thailandesi vengono umiliati 4-0 dagli ex-oceanici (gol di Beauchamp, doppietta di Viduka e rete di Kewell al 90°), mentre finisce a reti vuote la partita tra Oman e Iraq. Ne consegue che l'Oman finisce il girone da ultimo con soli due punti, mentre Australia e Thailandia, con quattro punti a pari merito, si contendono il secondo posto e il conseguente pass ai quarti: passa l'Australia, per aver vinto lo scontro diretto. Resta quindi solo l'Iraq, che termina primo a cinque punti e raggiunge per la quarta volta di fila i quarti di finale della Coppa d'Asia.

### Gruppo B
Il Vietnam viene invece affiancato da Giappone, Emirati Arabi Uniti e Qatar, e l'8 luglio inizia il girone col piede giusto battendo gli emiratensi campioni del Golfo per 2-0, stupendo il mondo nonostante fosse considerata la squadra meno quotata del torneo. Il Giappone campione in carica d'Asia e il Qatar si dividono invece la posta in palio nella partita del giorno dopo.
Alla seconda giornata, il Qatar pareggia di nuovo 1-1, stavolta contro i padroni di casa, un pareggio che comunque mette una seria ipoteca sulla qualificazione dei vietnamiti, mentre il Giappone combina una doppietta di Takahara e un rigore di Nakamura, segnando un 3-1 contro gli emiratensi (inutile il gol di Alkas al 66°).
Il 16 luglio, il Giappone umilia il Vietnam per 4-1 e passa il turno al primo posto, ma i padroni di casa li seguono da secondi grazie alla sconfitta del Qatar; gli Emirati Arabi Uniti vincono contro quest'ultimo per 2-1 contro gli Emirati Arabi Uniti, anche se tale vittoria non basta per andare oltre il terzo posto. Per la prima volta nella sua storia, il Vietnam unito passa così ai quarti di finale (dopo che il Vietnam del Sud aveva raggiunto il quarto posto nel 1956 e nel 1960), e per giunta superando un girone con squadre più forti e favorite.

### Gruppo C
La Malesia viene raggruppata insieme a Cina, Iran e Uzbekistan, ma la prima partita del girone, svoltasi il 10 luglio, la vede umiliata dalla Cina per 5-1. Il giorno dopo, la partita tra Iran e Uzbekistan si rivela decisamente più competitiva: gli uzbeki si portano in vantaggio con un autogol di Rezaei, ma nella ripresa i persiani si riscattano con i gol di Hosseini e Kazemian e vincono 2-1.
La seconda giornata segna la condanna dei malesi, che vengono distrutti anche dall'Uzbekistan per 5-0. La Cina pareggia invece 2-2 contro l'Iran: dopo un inizio folgorante a loro favore, i Dragoni raddoppiano con Mao Jianqing, ma il Team Melli si riscatta un'altra volta e accorcia le distanze ai minuti di recupero, e poi, nella ripresa, pareggiano con Nekounam, rendendo più probabile la loro qualificazione.
Il 18 luglio i malesi finiscono il girone a punteggio vuoto, con un 2-0 a favore dell'Iran, che passa dunque il girone da primo classificato con 7 punti. Dopo un inizio col piede sbagliato, l'Uzbekistan continua invece a sorprendere il mondo: compie una nuova dirompente qualificazione battendo i Dragoni per 3-0, e raggiunge i quarti per la seconda volta consecutiva e totale dopo un secondo posto nel girone con 6 punti.

### Gruppo D
L'Indonesia, l'ultimo padrone di casa, inizia il girone in maniera positiva con un 2-1 contro il Bahrein: il primo tempo finisce 1-1 con gol indonesiano di Sudarsono a un quarto d'ora, pareggiato da Jalal a meno di mezz'ora, e la ripresa vede gli indonesiani tornare in vantaggio con gol di Pamungkas al 64°. L'altra partita vede invece un 1-1 tra Corea del Sud e Arabia Saudita: al gol di Choi Sung-Kuk al 66°, i sauditi rispondono con un rigore di Al-Qahtani undici minuti dopo.
La seconda giornata vede gli indonesiani perdere per 2-1: il primo tempo finisce in parità, con i sauditi che passano in vantaggio con ancora Al-Qahtani e gli indonesiani che pareggiano otto minuti dopo Aiboy; all'ultimo minuto della partita, Al-Harthi segna il gol che porta i sauditi alla vittoria e concede loro alte possibilità di qualificazione. Il Bahrein batte invece a sorpresa per 2-1 la Corea del Sud e spera ancora nella qualificazione: dopo la rete di Kom Do-Heon a neanche 4 minuti dal fischio d'inizio, i bahreiniti pareggiano con Isa verso la fine del primo tempo, e poi, ai minuti finali, ribaltano il risultato con Ismaeel Abdullatif.
Il 18 luglio è la giornata decisiva per tutte le quattro nazionali. L'Indonesia affronta la Corea del Sud, ma il gol di Kim Jung-woo che fissa il risultato sull'1-0 spegne le speranze dei padroni di casa; il Bahrein viene invece distrutto dai sauditi per 4-0, con le reti di Al-Mousa e del solito Al-Qahtani e la doppietta di Al-Jassam. Sauditi e sudcoreani festeggiano il pass per i quarti, mentre indonesiani e bahreiniti piangono per l'eliminazione che sembrava a portata di mano.

### Quarti di finale
Ai quarti, i campioni in carica del Giappone affrontano gli ex-oceanici, e i due gol dell'1-1 (segnano prima l'australiano Aloisi e poi il nipponico Takahara) arrivano a tempo record di tre minuti. I supplementari mantengono tale risultato, e i conseguenti rigori finiscono 4-3 per i Samurai, segnando la prima lotteria ai rigori persa dal portiere australiano Mark Schwarzer. In serata, l'Iraq compie invece una nuova storica vittoria: il 2-0 firmato Younis Mahmoud contro il Vietnam, l'unica nazionale ospitante a superare i gironi, consente ai mesopotamici di raggiungere le semifinali per la seconda volta nella storia.
Il giorno dopo, l'Iran e la Corea del Sud si affrontano in una partita dove sia i regolamentari che i supplementari finiscono a reti bianche: ai conseguenti rigori, i coreani segnano quattro tiri su cinque, mentre i persiani fanno due rigori trasformati su quattro e vengono dunque eliminati. Poco dopo, i sauditi affrontano gli uzbeki e si portano in vantaggio già al terzo minuto con il loro campione Al-Qahtani, e il raddoppio avviene alla fine del penultimo quarto d'ora con Al-Mousa; gli uzbeki segnano sei minuti dopo con Pavel Solomin e sperano nel pareggio, ma il risultato cessa di cambiare, segnando la fine del comunque positivo cammino in Asia per i Lupi bianchi, l'Italia asiatica.

### Semifinali
Le semifinali si svolgono il 25 luglio, e vedono Iraq-Corea del Sud e Giappone-Arabia Saudita. La prima semifinale segna la versione ufficiale dell'amichevole vinto dai sudcoreani appena qualche settimana prima, e tale vittoria rende i sudcoreani ancora più quotati. E invece, i mesopotamici resistono e fanno in modo che la partita rimanga a reti bianche prima ai regolamentari e poi ai supplementari. Alla conseguente lotteria dei rigori, iniziata dai sudcoreani, le prime tre coppie di rigori vanno a segno per entrambe le parti, ma i coreani sbagliano per primi con Yeom Ki-Hoon, Ahmad Mnajed segna il suo rigore e Noor Sabri para il penalty decisivo di Kim Jung-woo, una parata che porta gli iracheni alla prima finale della storia. La vittoria viene salutata da migliaia di cittadini iracheni per le strade di Baghdad, ma un attentato suicida colpisce la folla provocando 50 morti.
Anche l'altra semifinale si rivela assai combattuta: i campioni in carica dell'Asia affrontano i sauditi, i quali passano in vantaggio con il solito Al-Qahtani al 35°, ma i giapponesi pareggiano due minuti dopo con Nakazawa; il secondo minuto della ripresa vede il saudita Malek segnare il secondo gol del vantaggio, e anche se Abe è il secondo a pareggiare, Malek segna di nuovo e fissa il risultato sul 3-2, in una partita soffertissima che porta i sauditi in finale per la settima volta.

### Finali
La finale per il terzo posto si svolge il 28 luglio, e viene vinta dai coreani contro i nipponici per 6-5 ai rigori dopo lo 0-0 ai supplementari; per i sudcoreani si tratta della terza partita di fila finita ai rigori e il terzo 0-0 consecutivo. Il giorno dopo, l'Iraq affronta invece l'Arabia Saudita nella sua prima storica finale nella Coppa d'Asia. I mesopotamici dominano il primo tempo con varie occasioni gol che vengono tempestivamente salvate solo dalla difesa saudita; i Figli del Deserto contrattaccano con poca efficacia alla ripresa, e continuano a difendersi dall'estenuante attacco iracheno. Alla fine, il risultato si sblocca al 73°, su corner di Hawar Mulla Mohammed che sorvola Al-Mosailem e viene colpito di testa da Younis Mahmoud. Il gol galvanizza i mesopotamici, che quasi raddoppiano ancora con Mahmoud, che però viene neutralizzato da Al-Mosailem. I sauditi si avvicinano al pareggio con il colpo di testa di Malek Maaz, che però colpisce la parte alta della traversa. Al triplice fischio, gli iracheni gioiscono per il primo (e attualmente unico) trofeo continentale vinto da loro, e vengono acclamati al ritorno a casa. La vittoria non è solo calcistica e morale, nonostante una preparazione scadente e limitata, ma anche politica, in quanto l'Iraq è un misto tra sunniti, sciti e curdi che ha trionfato alla fine e ha unito la popolazione di un paese diviso dalla guerra.

## Fase a gironi

### Girone A (Thailandia)
| Squadra    | Pt | G | V | N | P | GF | GS | DR |
| ---------- | -- | - | - | - | - | -- | -- | -- |
| Iraq       | 5  | 3 | 1 | 2 | 0 | 4  | 2  | +2 |
| Australia  | 4  | 3 | 1 | 1 | 1 | 6  | 4  | +2 |
| Thailandia | 4  | 3 | 1 | 1 | 1 | 3  | 5  | -2 |
| Oman       | 2  | 3 | 0 | 2 | 1 | 1  | 3  | -2 |

| Arbitro: | Kwon Jung-Chul |

|                     |           |                    |
| Suksomkit 6’ (rig.) | Marcatori | 32’ Younis Mahmoud |

| Arbitro: | Eddy Maillet |

|              |           |                |
| Cahill 90+2’ | Marcatori | 32’ Al-Maimani |

| Arbitro: | Lee Gi-Young |

|  |           |                    |
|  | Marcatori | 75’, 78’ Thonkanya |

| Arbitro: | Jasim Karim |

|                                   |           |            |
| Akram 23’ Mohammed 60’ Jassim 86’ | Marcatori | 47’ Viduka |

| Arbitro: | Kwon Jong-Chul |

|  |           |                                          |
|  | Marcatori | 21’ Beauchamp 80’, 83’ Viduka 90’ Kewell |

| Bangkok 16 luglio 2007, ore 19:35 UTC+7 | Oman         | 0 – 0 referto | Iraq | Suphachalasai Stadium (500 spett.)\| Arbitro: \| Eddy Maillet \| |
| Arbitro:                                | Eddy Maillet |               |      |                                                                  |

### Girone B (Vietnam)
| Squadra             | Pt | G | V | N | P | GF | GS | DR |
| ------------------- | -- | - | - | - | - | -- | -- | -- |
| Giappone            | 7  | 3 | 2 | 1 | 0 | 8  | 3  | +5 |
| Vietnam             | 4  | 3 | 1 | 1 | 1 | 4  | 5  | -1 |
| Emirati Arabi Uniti | 3  | 3 | 1 | 0 | 2 | 3  | 6  | -3 |
| Qatar               | 2  | 3 | 0 | 2 | 1 | 3  | 4  | -1 |

| Arbitro: | Najm |

|                                        |           |  |
| Huỳnh Quang Thanh 63’ Lê Công Vinh 73’ | Marcatori |  |

| Arbitro: | Breeze |

|              |           |           |
| Takahara 61’ | Marcatori | 88’ Soria |

| Arbitro: | Moradi |

|           |           |                     |
| Soria 79’ | Marcatori | 32’ Phan Thanh Bình |

| Arbitro: | Tongkhan |

|           |           |                                       |
| Alkas 66’ | Marcatori | 22’, 27’ Takahara 42’ (rig.) Nakamura |

| Arbitro: | Matthew Breeze |

|                  |           |                                     |
| Suzuki 8’ (aut.) | Marcatori | 12’, 59’ Maki 32’ Endo 53’ Nakamura |

| Arbitro: | Masoud Moradi |

|                  |           |                         |
| Soria 42’ (rig.) | Marcatori | 59’ Alkaas 90+4’ Khalil |

### Girone C (Malesia)
| Squadra    | Pt | G | V | N | P | GF | GS | DR  |
| ---------- | -- | - | - | - | - | -- | -- | --- |
| Iran       | 7  | 3 | 2 | 1 | 0 | 6  | 3  | +3  |
| Uzbekistan | 6  | 3 | 2 | 0 | 1 | 9  | 2  | +7  |
| Cina       | 4  | 3 | 1 | 1 | 1 | 7  | 6  | +1  |
| Malaysia   | 0  | 3 | 0 | 0 | 3 | 1  | 12 | −11 |

| Arbitro: | Basma |

|                 |           |                                                       |
| Indra Putra 74’ | Marcatori | 15’, 55’ Han Peng 36’ Shao Jiayi 51’, 90+3’ Wang Dong |

| Arbitro: | Al Fadhli |

|                           |           |                   |
| Hosseini 55’ Kazemian 78’ | Marcatori | 16’ (aut.) Rezaei |

| Arbitro: | Abdulrahman Abdou |

|                                                                |           |  |
| Shatskikh 10’, 89’ Kapadze 29’ Bakaev 45’ (rig.) Ibragimov 85’ | Marcatori |  |

| Arbitro: | Khalil Al-Ghamdi |

|                                |           |                          |
| Shao Jiayi 5’ Mao Jianqing 36’ | Marcatori | 45+1’ Zandi 76’ Nekounam |

| Arbitro: | Muhsen Basma |

|  |           |                             |
|  | Marcatori | 29’ Nakounam 79’ Teymourian |

| Arbitro: | Saad Kamil Al-Fadhli |

|                                       |           |  |
| Shatskikh 72’ Kapadze 86’ Geynrih 90’ | Marcatori |  |

### Girone D (Indonesia)
| Squadra        | Pt | G | V | N | P | GF | GS | DR |
| -------------- | -- | - | - | - | - | -- | -- | -- |
| Arabia Saudita | 7  | 3 | 2 | 1 | 0 | 7  | 2  | +5 |
| Corea del Sud  | 4  | 3 | 1 | 1 | 1 | 3  | 3  | 0  |
| Indonesia      | 3  | 3 | 1 | 0 | 2 | 3  | 4  | −1 |
| Bahrein        | 3  | 3 | 1 | 0 | 2 | 3  | 7  | −4 |

| Arbitro: | Nishimura |

|                             |           |           |
| Sudarsono 14’ Pamungkas 64’ | Marcatori | 27’ Jalal |

| Arbitro: | Shield |

|                   |           |                       |
| Choi Sung-Kuk 66’ | Marcatori | 77’ (rig.) Al-Qahtani |

| Arbitro: | Al-Badwawi |

|                              |           |           |
| Al-Qahtani 12’ Al-Harthi 90’ | Marcatori | 20’ Aiboy |

| Arbitro: | Sun Baojie |

|                        |           |                |
| Isa 43’ Abdullatif 85’ | Marcatori | 4’ Kim Do-Heon |

| Arbitro: | Mark Shield |

|  |           |                  |
|  | Marcatori | 33’ Kim Jung-woo |

| Arbitro: | Yuichi Nishimura |

|                                                |           |  |
| Al-Mousa 18’ Al-Qahtani 45’ Al-Jassam 68’, 79’ | Marcatori |  |

## Seconda fase

### Albero della fase a eliminazione diretta
|  | Quarti di finale        | Quarti di finale  |                   |          | Semifinali                | Semifinali                |  |  | Finale            | Finale |
|  |                         |                   |                   |          |                           |                           |  |  |                   |        |
|  | 21 luglio - 20:20       |                   |                   |          |                           |                           |  |  |                   |        |
|  |                         |                   |                   |          |                           |                           |  |  |                   |        |
|  | 1A. Iraq                | 2                 |                   |          |                           |                           |  |  |                   |        |
|  | 1A. Iraq                | 2                 | 25 luglio - 18:20 |          |                           |                           |  |  |                   |        |
|  | 2B. Vietnam             | 0                 |                   |          |                           |                           |  |  |                   |        |
|  | 2B. Vietnam             | 0                 | Iraq (dtr)        | 0 (4)    |                           |                           |  |  |                   |        |
|  | 22 luglio - 18:20       |                   | Iraq (dtr)        | 0 (4)    |                           |                           |  |  |                   |        |
|  |                         | Corea del Sud     | 0 (3)             |          |                           |                           |  |  |                   |        |
|  | 1C. Iran                | Corea del Sud     | 0 (3)             | 0 (2)    |                           |                           |  |  |                   |        |
|  | 1C. Iran                |                   | 29 luglio - 19:35 | 0 (2)    |                           |                           |  |  |                   |        |
|  | 2D. Corea del Sud (dtr) | 0 (4)             |                   |          |                           |                           |  |  |                   |        |
|  | 2D. Corea del Sud (dtr) | 0 (4)             | Iraq              | 1        |                           |                           |  |  |                   |        |
|  | 21 luglio - 17:20       |                   | Iraq              | 1        |                           |                           |  |  |                   |        |
|  |                         | Arabia Saudita    | 0                 |          |                           |                           |  |  |                   |        |
|  | 1B. Giappone (dtr)      | Arabia Saudita    | 0                 | 1 (4)    |                           |                           |  |  |                   |        |
|  | 1B. Giappone (dtr)      | 25 luglio - 20:20 |                   | 1 (4)    |                           |                           |  |  |                   |        |
|  | 2A. Australia           | 1 (3)             |                   |          |                           |                           |  |  |                   |        |
|  | 2A. Australia           | 1 (3)             | Giappone          | 2        | Finale per il terzo posto | Finale per il terzo posto |  |  |                   |        |
|  | 22 luglio - 20:20       |                   | Giappone          | 2        | Finale per il terzo posto | Finale per il terzo posto |  |  |                   |        |
|  |                         | Arabia Saudita    | 3                 |          |                           |                           |  |  |                   |        |
|  | 1D. Arabia Saudita      | Arabia Saudita    | 3                 | 2        | Corea del Sud (dtr)       | 0 (6)                     |  |  |                   |        |
|  | 1D. Arabia Saudita      |                   |                   | 2        | Corea del Sud (dtr)       | 0 (6)                     |  |  |                   |        |
|  | 2C. Uzbekistan          | 1                 |                   | Giappone | 0 (5)                     |                           |  |  |                   |        |
|  | 2C. Uzbekistan          | 1                 |                   |          | 0 (5)                     |                           |  |  |                   |        |
|  |                         |                   |                   |          |                           |                           |  |  | 28 luglio - 19:35 |        |
|  |                         |                   |                   |          |                           |                           |  |  |                   |        |

### Quarti di finale
| Arbitro: | Al Fadhli |

|                                          |                      |                                  |
| Takahara 72’                             | Punti                | 69’ Aloisi                       |
| S.Nakamura Endo Komano Takahara Nakazawa | Tiri di rigore 4 – 3 | Kewell Neill Cahill Carle Carney |

| Arbitro: | Nishimura |

|                 |           |  |
| Mahmoud 2’, 66’ | Marcatori |  |

| Arbitro: | Al-Badwawi |

|                                  |                      |                                                                |
| Zandi Mahdavikia Enayati Khatibi | Tiri di rigore 2 – 4 | Lee Chun-soo Kim Sang-sik Kim Do-Heon Cho Jae-Jin Kim Jung-woo |

| Arbitro: | Kwon |

|                            |           |             |
| Al-Qahtani 3’ Al-Mousa 75’ | Marcatori | 81’ Solomin |

### Semifinali
| Arbitro: | Al Fadhli |

|                                                                 |                      |                                                                  |
| Hawar Mulla Mohammed Qusay Munir Haidar Abdul-Amir Ahmad Mnajed | Tiri di rigore 4 – 3 | Lee Chun-soo Lee Dong-gook Cho Jae-Jin Yeom Ki-Hoon Kim Jung-woo |

| Arbitro: | Breeze |

|                      |           |                               |
| Nakazawa 37’ Abe 53’ | Marcatori | 35’ Al-Qahtani 47’, 57’ Malek |

### Finale 3º posto
| Arbitro: | Al-Badwawi |

|                                                                      |                      |                                            |
| Cho Jae-Jin Oh Beom-Seok Lee Chun-soo Lee Ho Kim Jin-Kyu Kim Chi-Woo | Tiri di rigore 6 – 5 | S. Nakamura Endo Abe Komano Nakazawa Hanyu |

### Finale
| Arbitro: | Mark Shield |

|             |           |  |
| Mahmoud 72’ | Marcatori |  |

## Vincitori e premi individuali
| Vincitori Coppa d'Asia AFC 2007 |
| ------------------------------- |
| Iraq Primo titolo               |

| Miglior giocatore | Capocannonieri                                    |
| ----------------- | ------------------------------------------------- |
| Younis Mahmoud    | Younis Mahmoud Naohiro Takahara Yasser Al-Qahtani |

## Statistiche

### Classifica dei marcatori
4 gol
- Younis Mahmoud

- Naohiro Takahara

- Yasser Al-Qahtani

3 gol
- Mark Viduka

- Sebastián Soria

- Maksim Shatskikh

2 gol
- Han Peng
- Shao Jiayi
- Wang Dong
- Javad Nekounam

- Seiichirō Maki
- Shunsuke Nakamura
- Malek Mouath
- Ahmed Al-Mousa

- Taisir Al-Jassim
- Pipat Thonkanya
- Saeed Alkas
- Timur Kapadze

1 gol
- John Aloisi
- Michael Beauchamp
- Tim Cahill
- Harry Kewell
- Ismaeel Abdullatif
- Salman Isa
- Sayed Mahmood Jalal
- Mao Jianqing
- Elie Aiboy
- Bambang Pamungkas

- Budi Sudarsono
- Seyed Jalal Hosseini
- Javad Kazemian
- Andranik Teymourian
- Ferydoon Zandi
- Nashat Akram
- Hawar Mulla Mohammed
- Karrar Jassim Mohammed
- Yūki Abe

- Yasuhito Endō
- Yūji Nakazawa
- Indra Putra Mahayuddin
- Badar Al-Maimani
- Saad Al-Harthi
- Abdulrahman Al-Qahtani
- Choi Sung-Kuk
- Kim Do-Heon
- Kim Jung-woo

- Sutee Suksomkit
- Faisal Khalil
- Pavel Solomin
- Ulugbek Bakaev
- Aleksandr Geynrih
- Aziz Ibragimov
- Phan Thanh Bình
- Huỳnh Quang Thanh
- Lê Công Vinh

Autoreti
- Keita Suzuki (pro  Vietnam)
- Rahman Rezaei (pro  Uzbekistan)

### Record
- Gol più veloce:  Younis Mahmoud (Iraq-Vietnam, quarti di finale, 21 luglio, 2º minuto)
- Gol più lento:  Faisal Khalil (Qatar-Emirati Arabi Uniti, fase a gironi, 16 luglio, 90+4º minuto)
- Primo gol:  Sutee Suksomkit (Thailandia-Iraq, partita inaugurale, 8 luglio, 6º minuto)
- Ultimo gol:  Younis Mahmoud (Iraq-Arabia Saudita, finale 1º posto, 28 luglio, 72º minuto)
- Miglior attacco:  Arabia Saudita (12 reti segnate)
- Peggior attacco:  Malaysia e  Oman (1 rete segnata)
- Miglior difesa:  Iraq (2 reti subite)
- Peggior difesa:  Malaysia (12 reti subite)
- Miglior differenza reti nella fase a gironi:  Uzbekistan (+7)
- Miglior differenza reti in tutto il torneo:  Arabia Saudita e  Uzbekistan (+6)
- Partita con il maggior numero di gol:  Malaysia-Cina  1-5 (fase a gironi, 10 luglio, 6 gol)
- Partita con il maggior scarto di gol:  Uzbekistan-Malaysia  5-0 (fase a gironi, 14 luglio, 5 gol di scarto)